# 7,62×39 mm
7,62×39 mm е руски междинен патрон, разработен от конструкторите Николай Елизаров и Б. В. Сьомин през Втората световна война. Разработката на патрона е била завършена през 1949 г., като силно се отличава от образеца, разработен през 1943 г. 7,62х39 mm. Патронът често е споменаван и срещан като 7,62×39 mm M43, а в САЩ е известен като .30 Short Russian. Счита се за третия по мощност в света патрон за автомати, като е тестван, че функционира добре при температури, вариращи от -50 °C до 50 °C, като това затвърждава надеждността в изключително студени полярни или горещи пустинни условия.
Боеприпаси 7,62х39 mm за пръв път се използват от картечницата РПД. Приетият на въоръжение в Съветската армия автомат АК-47 през 1949 г. е разработен именно за този патрон. Поради разпространение по целия свят на известните пушки СКС-45 и АК-47, патронът бързо става известен и се използва както от цивилни, така и от военни и полиция. Руският стандартен патрон остава на въоръжение до 1970 г., и все още е един от най-известните междинни боеприпаси за пушки и автомати, използвани по света. Счита се за най-произвеждания патрон в света, с най-голям арсенал и най-много използваемост за ХХ век. Патроните 7,62х39 mm нанасят значителни наранявания, ако куршумите се завъртат в тъканите, но произвеждат относително малки рани в случаите, когато куршумите излизат преди началото на отклонение от центъра.

## Патрони руско производство

### М43
- 7,62 БЗ (57-БЗ-231) – патрон с бронебоен запалителен куршум Б3.

Калибър: 7,62 mm; Дължина на куршума: 27,7 mm; Тегло на куршума: 7,7 g; Тегло на патрона: 16,1 g; Начална скорост: 720 – 740 m/s.
7,62 mm-вия патрон, обр. 1943 г., с бронебоен запалителен куршум БЗ, с кодово име за СССР и Русия 7,52 БЗ, индекс— 57—БЗ—231, е предназначен за поражение на леко бронирани цели, автомобили и пр., за възпламеняване на запалителни вещества, намиращи се зад броня или дебелостенни съдове, за поражение на жива сила, намираща се зад леко бронирани прикрития на разстояние до 300 m. Патронът е произвеждан с месингови или биметални гилзи. Бронебойно-запалителният куршум се състои от стомана с покритие от червен месинг, топлинно обработена стоманена сърцевина с оловна обшивка и запалителния състав. Бронебойно-запалителните куршуми, пробиват стоманена каска на разстояние от 1100 m и бронежилетка на 1000 m. Брониран лист с дебелина от 7 mm се пробива от 200 m. Върхът на куршума е боядисан в черно с червена лента. На картонени опаковки, метални кутии и дървени сандъци с боеприпаси БЗ има изобразена наклонена черна и червена лента.
- 7,62 БП (7Н23) – патрон с бронебоен куршум БП.

Калибър: 7,62 mm; Дължина на куршума: 27,4 mm; Тегло на куршума: 7,9 g; Тегло на патрона: 16,3 g; Начална скорост: 725 – 740 m/s.
През 1980 – 1990 г. създаването на сравнително леки бронирани жилетки, с високи равнища на сигурност, и наситеността на подразделенията в сухопътните войски на много армии в света, доведе до необходимостта от подобряване на патрона с обикновен куршум. В края на 1990-те години тази модернизация на патрона се провежда в Барнаулския металообработващ завод от
Д. И. Веронским и В. В. Захарящев. В хода на модернизацията се променят формата, материала, като вместо мека стомана, започва да се използва инструментална стомана У12А, като се включва и процес на термообработка на сърдечника. Така куршумът става бронебоен. Новият патрон е приет на въоръжение през 2002 г. и получава наименованието 7,62 mm патрон, образец 1943 г. с бронебоен куршум БП, кодово име за Русия— 7,62 БП, индекс— 7Н23. Новият патрон е предназначен за поражение на живи цели, екипирани с индивидуални бронежилетки, намиращи се на открито или зад леки укрития и за бронирани превозни средства. Куршумът на патрона 7Н23 е устроен подобно на патрона със стоманен сърдечник 7,62 ПС, с изключение на сърдечника. Гилзата на патрона е стоманена, лакирана. Новият патрон надминава повече от три пъти патрона с куршум ПС по проникваемост в твърди материали. На разстояние от 200 m новият куршум с бронебоен сърдечник пробива 5 mm лист броня тип 2П, а на 250 m противокуршумна бронежилетка тип 6Б5. Куршумът се отличава с черно боядисан връх.
- 7,62 ВД (57-Н-231В) – патрон с високо налягане със стандартен куршум ПС със стоманен сърдечник.
- 7,62 З (57-3-231) – патрон със запалителен куршум З.

Калибър: 7,62 mm; Дължина на куршума— 27,9 mm; Тегло на куршума – 6,6 g; Тегло на патрона— 15,2 g; Начална скорост— 740 – 755 m/s.
7,62 mm патрон, обр. 1943 г., със запалителен куршум З, с кодово име за СССР и Русия 7,62 З, индекс— 57-3-231, е предназначен за запалване на запалими течности (бензин, керосин) в стоманени резервоари с дебелина на стената до 3 mm, както и за лесно запалими материали (суха трева, слама и пр.) на разстояние до 700 m. Конструкцията и действието на куршума го отнасят към типа запалителни куршуми с пиротехнически възпламенителен състав, запалително трасиращи. При наблюдение на стрелба има добра видимост до 700 m денем и нощем, като се отличава с червен цвят. Гилзата на патрона се произвежда от месинг или биметал. Куршумът е направен от стомана, покрит с червен месинг, запалителен състав, намиращ се в главата на куршума, сърцевината е съставена от мека стомана, обвивката е изработена от сплави на базата на олово-антимон, биметална чаша с пиротехнически състав (възпламенител, преходник и трасиращ маркер), пръстен, като неговата задача е същата, както в другите трасиращи патрони. При удар в твърд материал се получава рязко динамична компресия и затопляне на запалителния състав, стоманеният сърдечник се избутва напред и в резултат на това запалителният състав се запалва. Върхът на куршума се смачква, черупката се разгръща и пламъкът на запалителя състав осигурява осветяване. При удар с цел с ниска плътност запалителният състав не може да се възпламени поради ниската чувствителност на куршума. Съществуват два вида версии на куршуми с различен радиус на стреловидна дъга. Те са по-остри, в по-малка степен се отклоняват от траекторията, отколкото ПС куршумите. Върхът на куршума е в червен цвят. На картонени опаковки, метални кутии и дървени сандъци със запалителни боеприпаси, има изобразена наклонена червена лента. Патроните с бронебойно-запалителни и запалителни куршуми, се произвеждат ръчно и имат висока цена. Прилагането им е било планирано само за период на военни действия. По правило, по време на учебни стрелби тези патрони не са се използвали. След натрупването на достатъчно голям арсенал от патрони с куршуми БЗ и З, тяхното производство е било прекратено в Руската федерация. Понастоящем патроните с бронебойно-запалителни и запалителни куршуми са снети от производство, но се срещнат в армейските запаси.
- 7,62 ПС (57-Н-231) – патрон с нормален ПС куршум със стоманен сърдечник.
- 7,62 ПС гж (57-Н-231С) – патрон с нормален ПС куршум със стоманен сърдечник и биметална гилза
- 7,62 ПС гс (57-Н-231СЛ) – патрон с нормален ПС куршум със стоманен сърдечник и стоманена гилза
- 7,62 Т-45 (57-Т-231П) – патрон с трасиращ куршум Т-45
- 7,62 Т-45М (57-Т-231ПМ) – патрон с трасиращ куршум Т-45М
- 7,62 Т-45М (57-Т-231ПМ1) – патрон с трасиращ куршум Т-45М
- 7,62 УЗ (7Щ6) – патрон с подсилен заряд
- 7,62 УС (57-Н-231У) – патрон със стоманена сърцевина, има за цел да стреля със заглушително и безпламъчно устройство ПБС-1
- 7,62 УЧ (57-Н-231УЧ) – учебен патрон с нормален ПС куршум, със стоманен сърдечник
- 7,62 халосен (57-Х-231) – халосен патрон
- 7,62 ПП (7Н27) – патрон с куршум, с по-висока пробиваемост
- ПХС-19 (7Щ2) – специален халосен патрон

## Патрони друго производство

### М67
През 1960-те години, Югославия експериментира с нов вид куршуми с цел да изобрети патрон с по-добър профил на нараняване, скорост и точност от руския М43. М67 е зареден с по-малък заряд и са по-плоски от М43. Това се дължи на заличаването на вложената лека стомана. Това е страничен ефект на изместване на центъра на тежестта назад в сравнение с М43. Това позволява на куршума да се дестабилизира близо 17 cm по-рано в тъкан. Това води до по-големи разкъсвания и поражения на тъканта, също до по-голяма изходна рана, която изисква дълго лечение. Въпреки това потенциалът на раняването от М67 се ограничава предимно до малък, постоянен, канал на раната.

## Пробиваемост
Стоманена каска се пробива от:
- куршум със стоманен сърдечник на дистанция от 900 m, с вероятност 80 – 90 %;
- бронебойно-запалителен куршум на по-голяма дистанция от 1100 m, с вероятност 80 – 90 %.

Бронежилетка 6Б1 се пробива от:
- куршум със стоманен сърдечник на дистанция от 600 m, с вероятност 80 – 90 %;
- бронебойно-запалителен куршум на по-голяма дистанция от 1000 m, с вероятност 80 – 90 %.

7 mm стоманена броня с висока твърдост под ъгъл от 90 ° се пробива от бронебойно-запалителен куршум от:
- 300 m, с вероятност 50 %;
- 200 m, с вероятност 90 %.

На разстояние от 500 m, се пробива плътно укрепление от твърд сняг с дълбочина от 70 – 80 cm, от:
- куршум със стоманен сърдечник;
- бронебойно-запалителен куршум;
- трасиращ куршум.

На разстояние от 500 m, се пробива стена от свободно олегнала глинеста почва с дълбочина 25 – 30 cm, от:
- от всички видове куршуми.

20х20 cm сухи, укрепени в стакове борови дъски, се пробиват от:
- бронебойно-запалителни и куршуми със стоманени сърдечници на разстояние от 500 m, с дълбочина 25 cm;
- бронебойно-запалителни и куршуми със стоманени сърдечници на разстояние от 150 m, с дълбочина 30 – 40 cm.

Тухлен зид, се пробива от:
- куршум със стоманен сърдечник на дистанция от 100 m, с дълбочина 12 – 15 cm;
- бронебойно-запалителен куршум на дистанция от 100 m, с дълбочина 15 – 20 cm.